# Хамблтон
Хамблтон, Хэмблтон (англ. Hambleton) — неметрополитенский район (англ. non-metropolitan district) в церемониальном неметрополитенском графстве Норт-Йоркшир.
Административный центр — город Нортоллертон.
Район расположен в центральной части графства Норт-Йоркшир, на севере граничит с графством Дарем.

## Состав
В состав района входят 4 города:
- Бедейл
- Исингволд
- Нортоллертон
- Терск

и более 150 общин (англ. civil parish).